# Eulepidotis testaceiceps
Eulepidotis testaceiceps är en fjärilsart som beskrevs av Felder 1874. Eulepidotis testaceiceps ingår i släktet Eulepidotis och familjen nattflyn. Inga underarter finns listade i Catalogue of Life.